# Pencarreg
Pencarreg è un centro abitato del Galles, situato nella contea del Carmarthenshire.